# تایپوسام

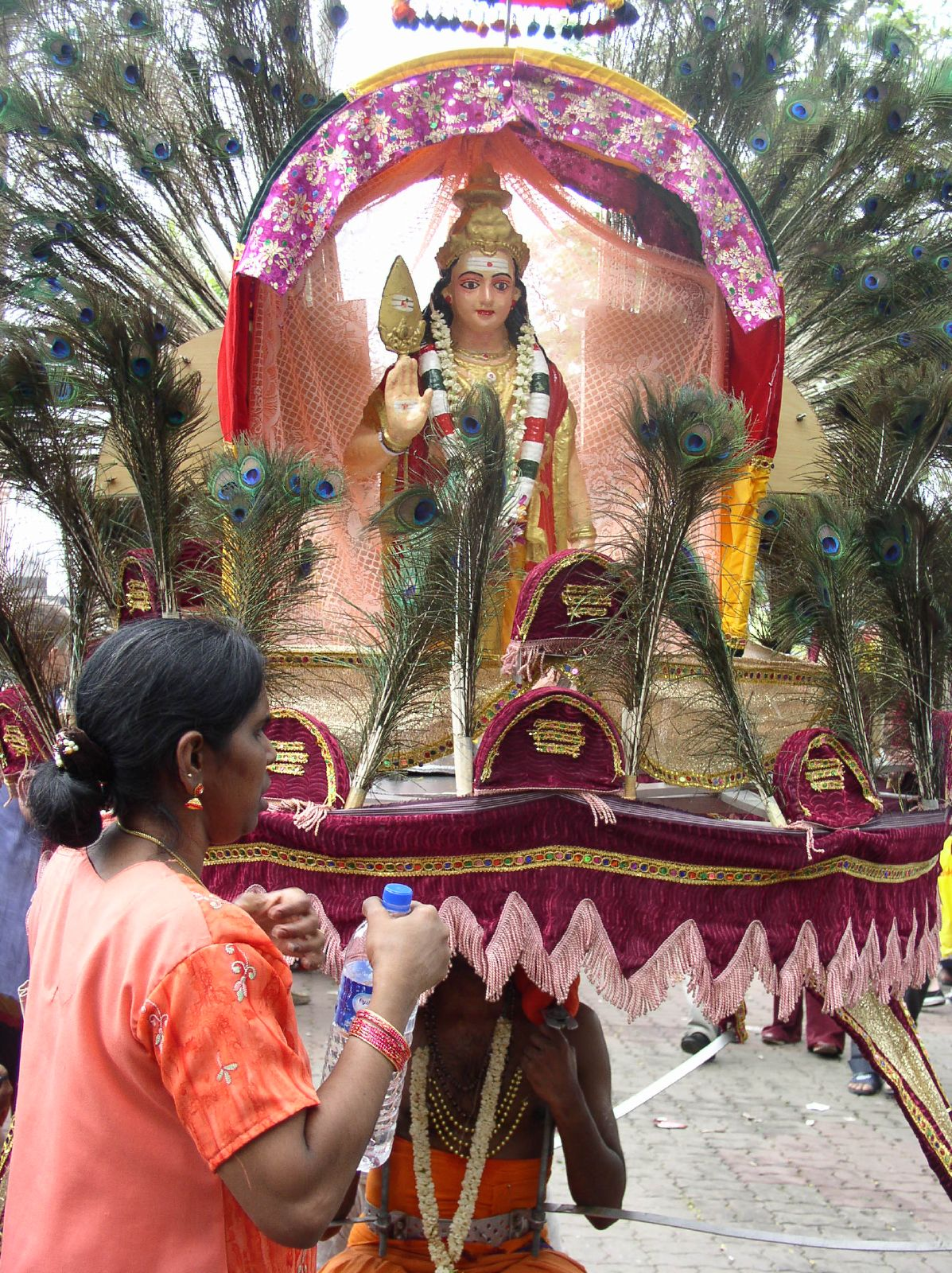
بُتِ موروگان در جشن تایپوسام

تایپوسام(تامیل:தைப்பூசம்) از جشن های آئین هندو است که بیشتر جامعه تامیل در بدر ماه تای جشن می‌گیرند. داستانهای زیادی در مورد فلسفه و آغازگاه زمانی این جشن گفته می‌شود. بر اساس روایت هندو، این جشن زادروز موروگان پسر شیوا و پروتی است. همچنین تایپیوسام، روزیست که پرواتی نیزه‌ای را به پسر سپرده است که موروگان با آن اقدام به نابودی دیو سوراپادمن می‌کند؛ پوسام در واژه تایپیوسام نام اختریست که، بنا به باور هندوان، در این وقت از سال در اوج فلک قرار می‌گیرد. کوادی(یا کوادی اَتَم) رقصی سنتی است که پیروان تامیل در این روز انجام می‌دهند؛ غسل از دیگر آئین‌های این روز است.